# Busso
Busso je italská obec v provincii Campobasso v oblasti Molise.
K 31. prosinci 2010 zde žilo 1 405 obyvatel.

## Sousední obce
Baranello, Campobasso, Casalciprano, Castropignano, Oratino, Spinete, Vinchiaturo